# Dactylorhiza isculana
Dactylorhiza isculana är en orkidéart som beskrevs av Seiser. Dactylorhiza isculana ingår i Handnyckelsläktet som ingår i familjen orkidéer.
Artens utbredningsområde är Österrike. Inga underarter finns listade i Catalogue of Life.